# Várzea (Barcelos)
Várzea es una freguesia portuguesa del concelho de Barcelos.

## Datos básicos
Con 2,91km² de superficie y 1.648 habitantes (2001), tiene una densidad de población de 566,3 hab/km².